# 賽格威

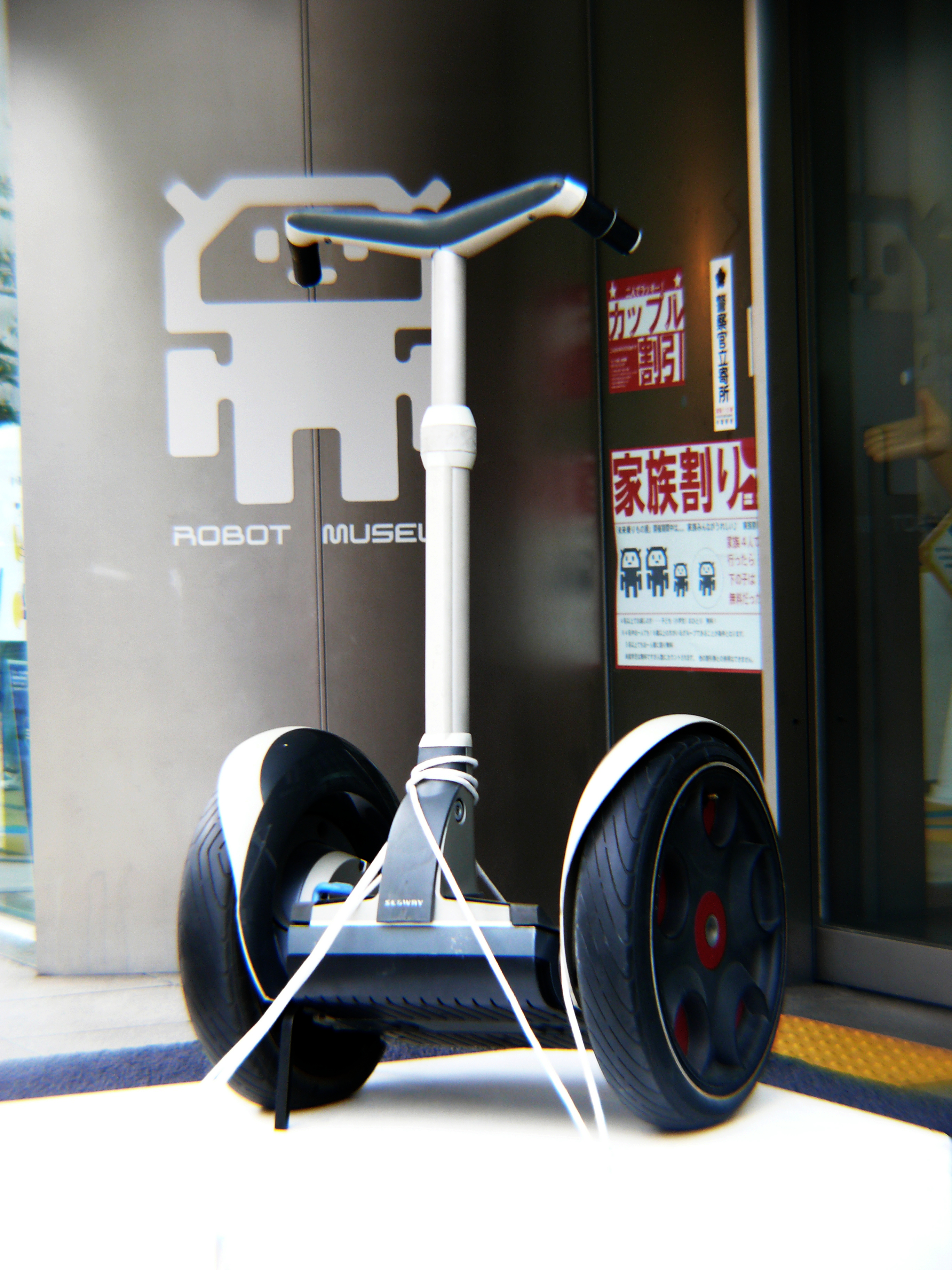
展示於名古屋機器人博物館中的Segway HT

賽格威是九号公司旗下聚焦于創新短交通和機器人領域的品牌和注冊商標。美國發明家狄恩·卡門與他的DEKA研發公司（DEKA Research and Development Corp.）團隊發明設計一種電力驅動、具有自我平衡能力的個人用運輸載具，命名為“Segway”並創立賽格威公司（Segway Inc.），自2001年12月起進行商業化量產銷售。雖然曾經一度被認為是劃時代的科技發明前景一片看好，但由於諸多現實因素所致，賽格威的產品並沒有在上市後獲得原本預期的迴響。自2015年被收購後，賽格威公司（Segway Inc.）現在屬於九號公司旗下的子公司。

## 簡介
由於賽格威的產品是一種前所未見的嶄新交通工具，因此很難用傳統的分類方式定義它的種類。有人認為賽格威應該是一種雙輪版的單輪車（Unicycle），有人認為它應該是動力滑板車（Stand-up Scooter）的一種，但它是單軸雙輪設計，與雙軸雙輪的傳統滑板車有些不同。而在某些比較正式的場合（例如官方的道路法規）中，這種交通工具又被稱作「電動個人輔助機動裝置」（Electric Personal Assistive Mobility Device, EPAMD），俗稱電動代步車。
賽格威的產品名稱「Segway」起源於英文單字「Segue」，意指「流暢平順地走」，用來形容騎行賽格威的產品可以讓人們在都市裡面毫無障礙地移動。

## 原理
賽格威產品的運作原理主要是建立在一種被稱為「動態穩定」（Dynamic Stabilization）的基本原理上，也就是車輛本身的自動平衡能力。以內置的精密固態陀螺儀（Solid-State Gyroscopes）來判斷車身所處的姿勢狀態，通过储存在内部的算法，再经过精密且高速的中央微處理器計算，发出算法所计算出的指令後，驅動馬達來做到平衡的效果。假設以站在車上的駕駛人與車輛的總體重心縱軸作為參考線。當這條軸往前傾斜時，車身內的內置電動馬達會產生往前的力量，一方面平衡人與車往前傾倒的扭矩，一方面產生讓車輛前進的加速度，相反的，當陀螺儀發現駕駛人的重心往後傾時，也會產生向後的力量達到平衡效果。因此，駕駛人只要改變自己身體的角度往前或往後傾，車身就會根據傾斜的方向前進或後退，而速度則與駕駛人身體傾斜的程度呈正比。原則上，只要正確打開電源且能保持足夠運作的電力，車上的人就不用擔心有傾倒跌落的可能，這與一般需要靠駕駛人自己進行平衡的滑板車等交通工具大大不同。
如果以第一款賽格威產品Segway HT（HT是Human Transporter、人類運輸器的縮寫）為例，這輛車上裝置了五個固態陀螺儀。事實上，車輛只需要三個陀螺儀就可以完全掌控車身的前後傾與側傾程度，因此多出的兩個陀螺儀其實是用來確保行車安全的備用裝置。車輛的能量來源是兩個鎳氫（NiMH）充電電池，較後期的車款上也可以選配蓄電量更大的鋰充電電池。除了前後傾修正與前進後退外，Segway HT的轉向可透過兩種不同的方式達到，其中一種是如同大部分的腳踏車類或摩托車類交通工具一般，駕駛人在車輛持續前進（或者後退，這只有賽格威的產品能辦得到的動作）的狀態中將自己的身體重心往左右傾斜，利用自身重量所產生、與車身縱軸垂直的分量，作為轉彎時的向心力而達到轉向的目的。除此之外駕駛人也可以扭轉Segway HT的龍頭（把手）部分，使車輛左右兩個車輪產生轉速差，例如當龍頭向左轉時，右輪的轉速會比左輪快，達到向左轉的效果。必要時，Segway HT甚至可以做出一輪向前一輪向後的動作，達到原地轉向的效果，因此大幅提升這種交通工具的機動性。因為這種高度的機動性，再加上熱塑材質製成的輪圈，其踏面面積其實不比人類的雙腳大上多少，因此理論上Segway HT可以到達得了人類所能走到的大部分地方，甚至包括路邊的人行道或落差不會太大的階梯（雖然部分地區的交通法規，禁止賽格威的產品在這類地點行駛）。

## 歷史

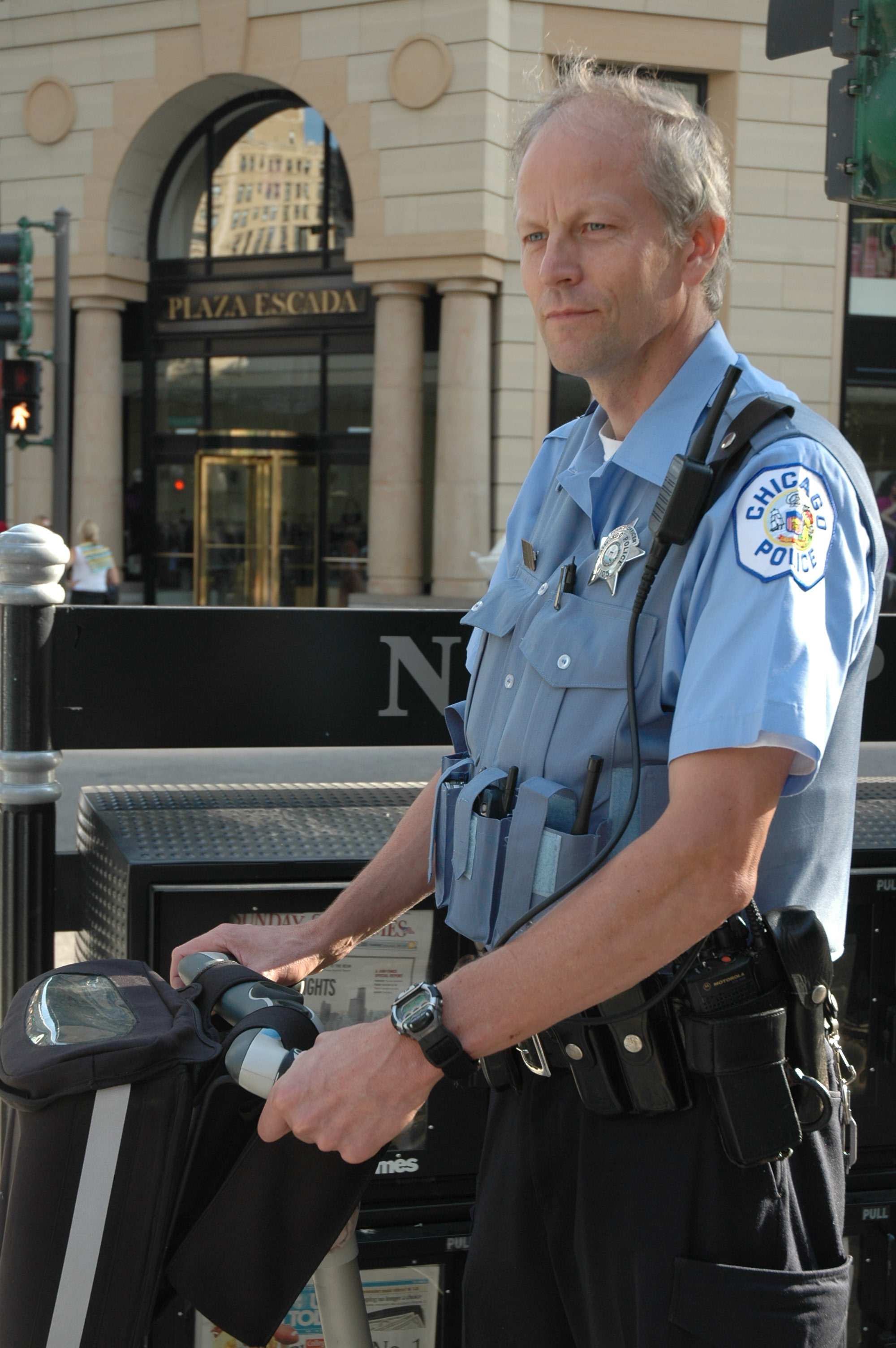
騎乘Segway HT的芝加哥市警

最早起因於迪恩·卡門的DEKA與美國大型醫療器材生產商嬌生的子公司獨立科技（Independence Technology）所合作開發的一種自動平衡式動力輪椅——iBOT。卡門觀察人類走路的姿勢特性，領悟到其實人類之所以可以平穩地直立行走，是因為體內靈敏的平衡器官可以精確地判斷出身體重心的改變量，透過小腦的即時反應，然後利用腿部的肌肉即時出力來平衡傾倒的態勢。所以當人類的身體前傾時，這種不自主的反應會促使人類伸出其中的一隻腳往前踩來平衡身體，所以透過這種前傾、往前踏腳、前傾、往前踏腳的動作循環，即構成了「步行」這種動作。因此卡門嘗試使用精密的陀螺儀來代替人類的前庭與耳蝸等平衡器官，以電動馬達與車輪代替人類的雙腳，發展出所謂的「動態穩定」概念，並且由嬌生獲得這種技術在醫療領域商業銷售的專利權，成立獨立科技來銷售iBOT。
有別於專門提供給殘障或老弱人士使用、價位高昂的動力輪椅，卡門進一步想到，如果將一樣的理念拿給行動正常的一般人使用未嘗不可。 於是於1999年7月27日創立了雅克羅責任有限公司（Acros LLC.），主旨是利用動態穩定技術來開發生產一種高效率、零污染的運輸工具，並且開始開發新產品，計畫代號叫作「薑」（Ginger）。
2001年2月，新的研發與製造廠在美國新罕布夏州貝福特（Bedford, New Hampshire）動土施工，並且在11月時將公司名稱改為賽格威公司（Segway Inc.），在這段期間，關於這種跨時代嶄新交通概念的消息早已傳遍各界，但卻鮮少有人知道細節。卡門在12月3日正式公開了Segway HT的原型車，並且聲稱它是人類史上第一輛能夠自主平衡（Self-Balancing）的運輸工具。
第一輛預產車是在2002年1月推出。2月15日時，賽格威公司所在地新罕布夏州通過州法案，允許電動個人輔助機動裝置（EPAMD）能在該州內的路旁人行道上行駛，而透過賽格威公司的到處遊說，在2002年底之前，美國共有31個州通過立法，允許EPAMD能在人行道上使用。
第一輛實際量產的產品，是一輛序列編號022111000001的Segway HT i167，而這輛具有紀念價值的量產車，當然很自然地變為狄恩·卡門個人的收藏。如同產品在工業概念上的創新，賽格威公司在銷售上也採取很另類的作法，他們選擇了美國的網路書店——亞馬遜書店（Amazon.com）——作為他們第一個經銷商，並且在亞馬遜網站上開放前三輛量產車的競標，以便籌措資金設立一個名為「科技啟發與確認」（For Inspiration and Recognition of Science and Technology，FIRST）的非營利基金會，鼓勵更多人投入創造發明的行列。最後，Segway HT的一號、二號與三號車分別以160,100美元、104,100美元與100,600美元的高價賣出。
2002年4月23日，喬治亞州的亞特蘭大市政府向賽格威公司採購了一批新車，使得該市成為這種新運具的第一個官方使用單位，之後陸續又有許多不同等級的官方單位跟進。而2002年11月18日時，賽格威公司正式在亞馬遜網站上進行預購活動，開始實際量產銷售給一般的民眾。
2003年1月16日，一家法國的私人運輸公司凱歐利（Keolis）與賽格威公司簽署協議，要在法國發展利用Segway HT作為大眾運輸工具的計畫。除了在法國各地的火車站、機場設置專門的出租服務點外，也包含了一個名為「氧氣站」（Station Oxygène）的創新計畫，這個計畫預計在全法國各大城市建立一個賽格威產品與其他零污染交通工具的出租網路，讓旅客可以用甲地租車乙地還車、只以計時定價的方式租賃適當的交通工具，來降低人員運輸在都市地區所造成的空氣污染問題，這也是賽格威公司的產品第一次銷售到美國之外的其他國家。該公司的計畫已經在2003年中時實現，第戎（Dijon）的市觀光辦公室是其第一個客戶，開始提供到當地遊玩的旅客騎行Segway HT作為市區遊覽的工具。除此之外，在巴黎的香榭麗舍大道（Champs-Elysées）、拉德芳斯（La Défense）等行人徒步區內，也可以租到Segway HT作為徒步之外的另外一種替代。
2003年2月，隸屬美國國防部的國防先進研究計劃署（Defense Advanced Research Projects Agency，DARPA）與賽格威 公司簽約，將15架Segway HT改裝成機器人移動平台（Robotic Mobility Platforms，RMP），讓各相關研究機構作為一種穩定、低廉的機器人系統發展平台。不久之後，隸屬美國海軍、位於加州聖地牙哥的空海作戰系統司令部（Space and Naval Warfare Systems Command，SPAWAR）也跟進採購了14架RMP，並且配佈給各政府與大學研究單位，作為機器人研究計畫的載台，是動態穩定技術實際應用於軍事與科技發展上的衍生案例。
2003年10月29日，賽格威公司與美國大型家庭用品通路商布魯克史東（Brookstone）達成協議，成為賽格威公司第一個全國性的實體銷售網，期望以實際展示讓潛在消費者試期的方式，拯救賽格威的產品在上市初期，只透過網路郵購的虛擬銷售方式而侷限住的推廣狀態（賽格威公司原本預計新車在開始上市後的頭一年之內應可達到5到10萬輛的銷售，但結果是他們在21個月內只賣出6000輛新車）。
2004年10月11日，賽格威公司發表了一輛名為「半人馬號」（Segway Concept Centaur）的四輪版概念車，是第一輛能自主平衡的四輪車。
2004年11月16日，一個名為「時速10英里的美國」（America at 10 m.p.h.）、由愛好者組成的車隊以全程騎乘Segway HT的方式，完成了從西雅圖到波士頓、橫貫美洲大陸的嘗試。
2005年3月1日，賽格威公司一口氣發表了三種新款的衍生車型，其中包括了賽格威越野車（Cross-Terrain，XT）與高爾夫球車（Golf Transporter，GT）的特殊用途版本。
2009年12月，英國企業家吉米·赫塞爾登（Jimi Heselden）買下賽格威公司。
2010年9月26日，吉米·赫塞爾登在英國北約克夏的莊園騎乘賽格威的產品時不慎墜入華爾夫河（River Wharfe）而身亡。
2015年，賽格威品牌被中國大陸小米集團生態鏈企業九號機器人收購，轉為生產電動滑板車。
2020年6月23日，賽格威的母公司「九號機器人」宣佈於同年7月15日起停產Segway HT。

## 實際運用

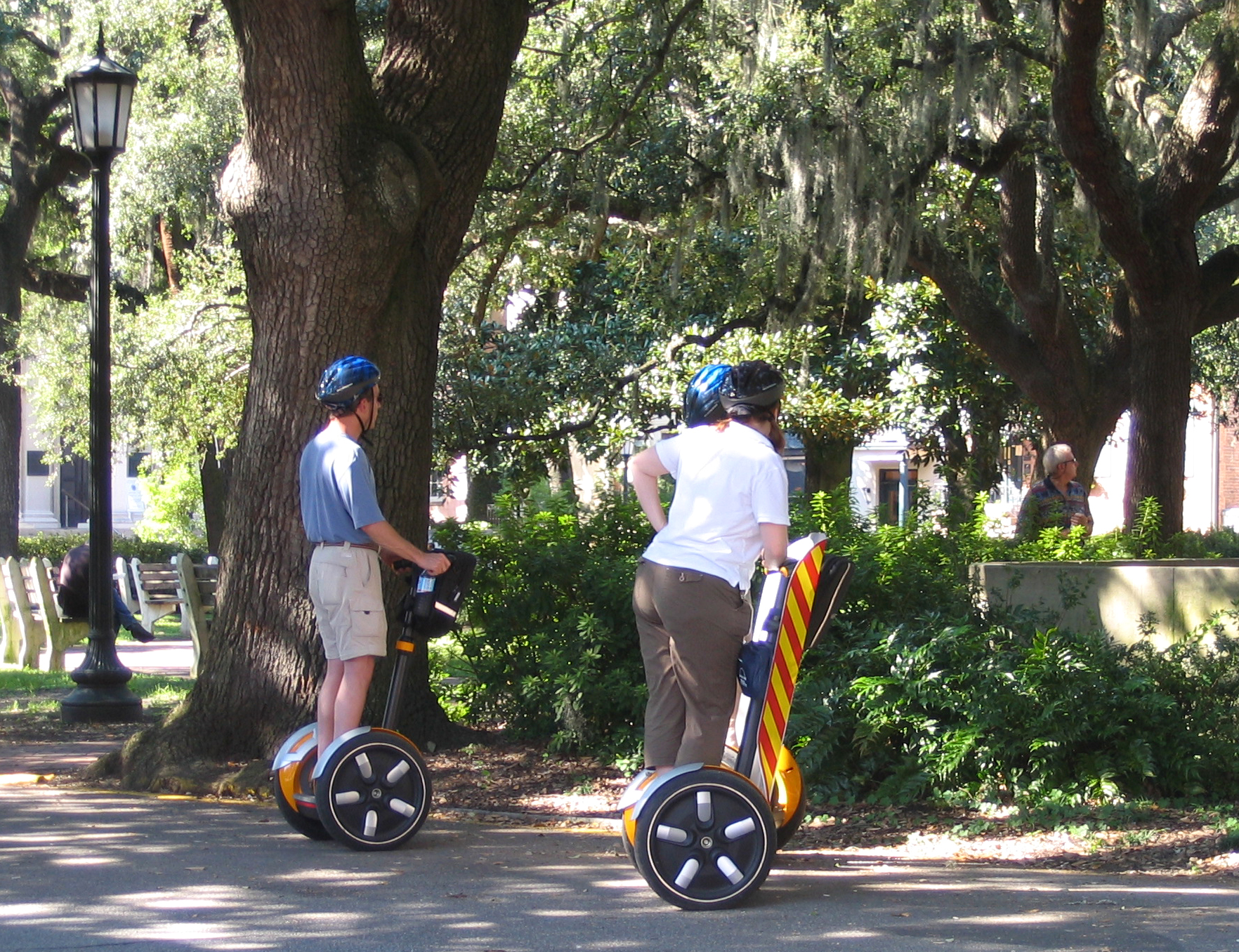
騎乘賽格威進行旅遊

雖然早在賽格威隨意車實際上市之前，無論是產業界、學術界還是金融投資界，都對其寄予厚望，認為這是一種劃時代、可以改變人類運輸方式的偉大創意，但實際上歷經幾年的實際觀察之後，人們卻發現賽格威並沒有如預期般受到消費者注意。
賽格威在推廣上的困難點，主要集中在價格與法規問題上。首先，由於大量使用最先進的科技來製造隨意車，每輛新車的價值都頗為高昂。以最入門的i2車款而言，售價也高達5,000美元上下，而台灣的i2則定價為26萬新台幣上下，相當於5輛125cc.等級速克達摩托車的價格，更別說價格只有摩托車一半的電動腳踏車，使得賽格威仍然只能保持它高收入階層消費者才使用得起的狀況，與當初人人皆可利用的遠景有點距離。據統計，2001年至2007年總共只賣出3萬輛賽格威。
除此之外，像賽格威這種過去在道路法規中從未存在過的新產品，到底應該分類在哪種等級的交通工具裡面，各地區皆有不同的認知。雖然賽格威當初在開發時，就是希望其不受地形限制的特性能夠將動力輔助交通工具的使用範圍擴及到人行道、階梯這種傳統有動力的車輛不能遍及的地點，但在實際上，卻有許多國家在法令上限制了如此的使用方式。各國的相關規定概述如下：

### 美國
在美國，賽格威原本被歸類為動力腳踏車類的低輸出動力車輛，因此必須行使於標準的慢車道上，而無法普遍用於它原本開發時所鎖定的主要使用環境——人行道。為此，賽格威公司花費了非常多的力量在遊說美國各州政府，終於在30個州順利地讓賽格威可以行駛的範圍擴展到當初的預期。但是，仍然有些地區或城市禁止這樣的使用方式。

### 歐洲
在荷蘭，除了少數心肺方面疾病的患者可以使用賽格威作為醫療性輔助器材之外，賽格威因為安全上的考量並不被允許在公共道路上使用。
由於被分類為有動力機械車輛卻又無法通過車輛的基本規格認證，在英國跟瑞典也是禁止賽格威在公共道路上行駛。而在德國，一般而言除非特別申請獲得通過，否則賽格威只被允許用於部分私人擁有的土地或道路上，而無法進入公共道路，但在部分地區也有將賽格威視為電動輪椅類型的設備，而允許行駛於腳踏車專用道或人行道的情況。

### 亞洲

#### 日本
在日本，賽格威是被分類為與排氣量介於50到125立方釐米的摩托車相同等級的有動力車輛，因此要求必須配備有煞車與頭燈、煞車燈、方向燈等輔助設備，車主也需繳稅註冊車牌並擁有駕駛執照。但由於在賽格威上加裝這些設備有其困難度（尤其是煞車裝置），因此在公共道路上使用可能會導致車主違反「上路車輛整備不良」的法規而受罰，等於間接禁止了賽格威的使用。

#### 台灣
台灣目前並無明確立法去規範賽格威適用何項法規。有一說是目前類推適用道路交通處罰條例69條，將賽格威規範在電動自行車的類別。但依69條第一項第三款前項可知，須經型式審驗。但目前市面車輛種類皆是以前後輪方式呈現，而賽格威是依其平衡特性採用左右兩輪方式行駛，後者明顯不在現有規範內。因此除非日後有明確修法，否則若正當騎乘其實並無違法情事。
新型運動休閒器材「賽格威」，雖然只有兩輪，但因為機動性佳，常被機場、商場拿來當做代步工具，還有民眾拿賽格威當作通勤工具，不過賽格威屬於「非汽車」的器材，不能騎上街，一取締最高就能開罰3600元。(20140619)

#### 中国大陆
中国大陆交通部门并未给予其合适的分类，所以思维车上路行驶的合法性目前未知。根据中华人民共和国法律，目前上路的交通工具都需要上牌管理。思维车更接近于带电滑板或旱冰鞋。在没有纳入管理范围前，思维车在法律上不能算交通工具。倘若发生交通事故思维车车主将需要负全部责任，即便如此思维车也大量被中国警察采用。
在上海，根据《上海市非机动车管理办法》规定，电动平衡车不具有路权，因此不得上路行驶，违者可最高罚款50元。

#### 香港
香港運輸署明確表明，該「兩輪電動踏板車」的設計及構造，是由動力推動以運載司機及其個人物品，屬於道路交通條例定義下的機械驅動車輛，並應分類為電單車。另外由於該車的設計及構造並不符合道路交通（車輛構造及保養）規例的要求，運輸署不能為該車登記及發牌。因此，市民不可在香港道路或私家路使用該車。

## 外部連結
- Personal Transportation That Simply Moves You | Segway（英文）
- Segway的運作原理（HowStuffWorks網站）（英文）